# Musa balbisiana
A Musa balbisiana az egyszikűek (Liliopsida) osztályának a gyömbérvirágúak (Zingiberales) rendjébe, ezen belül a banánfélék (Musaceae) családjába tartozó faj.

## Előfordulása

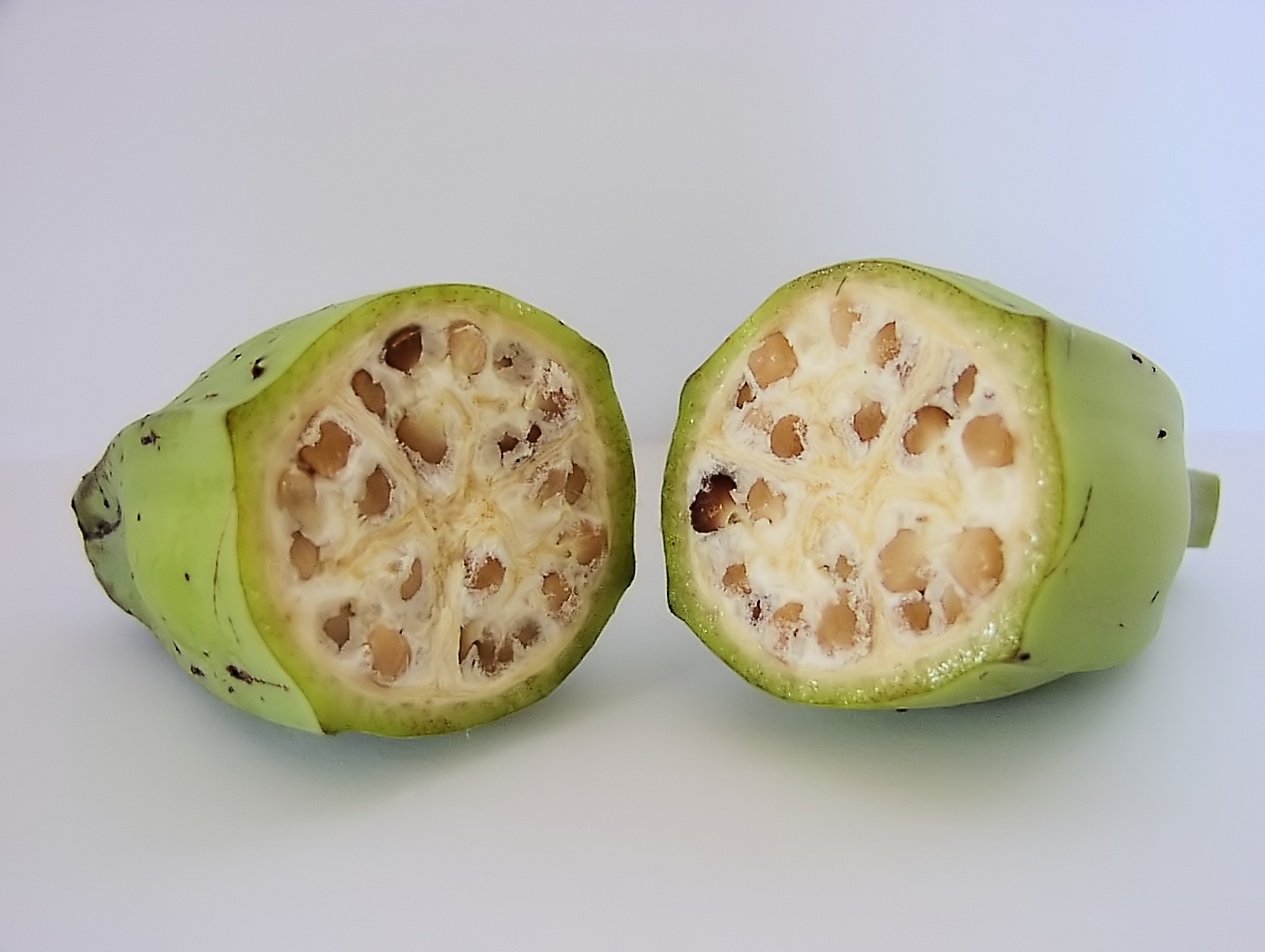
Kettévágott gyümölcse a magokkal

A Musa balbisiana elterjedési területe az indiai Szikkim államtól, egészen Pápua Új-Guineáig tart. A legészakibb állományai Kína déli részein vannak.

## Változatai
- Musa balbisiana var. andamanica D.B.Singh & al., Malayan Nat. J. 52: 157 (1998).
- Musa balbisiana var. bakeri (Hook.f.) Häkkinen, Fruit Gard. 42(5): 27 (2010).
- Musa balbisiana var. balbisiana
- Musa balbisiana var. brachycarpa (Backer) Häkkinen, Adansonia, sér. 3, 30: 70 (2008).
- Musa balbisiana var. dechangensis (J.L.Liu & M.G.Liu) Häkkinen, Fruit Gard. 43(3): 14 (2011).
- Musa balbisiana var. liukiuensis (Matsum.) Häkkinen, Adansonia, sér. 3, 30: 91 (2008).